# Henry Manne
Henry Manne, né le 10 mai 1928 à La Nouvelle-Orléans et mort le 17 janvier 2015, est un auteur et universitaire américain, considéré comme un des fondateurs de l'analyse économique du droit (ou « Law & Economics »). Il est professeur émérite à l'université George Mason (États-Unis).

## Biographie
Il a obtenu un B.A. de l'Université Vanderbilt en 1950, un J.D. (diplôme de droit) de l'Université de Chicago en 1952, un J.S.D. de Yale en 1966 et un doctorat de droit à l'université de Seattle en 1987 ; un deuxième doctorat lui a été remis par l'université Francesco Marroquin au Guatemala en 1987.
Il est à l'origine, depuis les années 1960, d'un séminaire « Pareto in the Pines » destiné aux professions juridiques (juges, avocats, clercs, professeurs d'université) où il apprend à ces acteurs du droit à comprendre et à se servir d'un argumentaire tiré de la science économique pour illustrer leurs dossiers.